# Pałac Augusta Schmelzera w Myszkowie
Pałac Augusta Schmelzera w Myszkowie – wybudowany w 1895 r., w miejscowości Myszków.
Jednopiętrowy budynek, wybudowany na planie prostokąta, kryty dachem czterospadowym z lukarnami. Do głównego wejścia, umieszczonego centralnie we frontowej elewacji, prowadzą schody. Wejście na wysokim parterze znajduje się w ryzalicie zwieńczonym frontonem. W elewacji po lewej stronie na parterze murowana oszklona weranda z wejściem prowadzącym po schodach, a nad nią balkon z kamienną balustradą. W elewacji po prawej stronie otwarta drewniana weranda, do której z boku prowadzą schody. 